# Fabien Arriubergé
Fabien Arriubergé, né le 20 février 1974 à Oloron-Sainte-Marie, est un ancien joueur de handball français évoluant au poste de gardien de but.
Après avoir pratiqué le judo pendant 6 ans et le rugby au FCO pendant une saison, Fabien commence la pratique du handball en scolaire alors qu'il a 11 ans. Il signe rapidement une licence en club au HBC Oloron où il apprend le jeu entre 1986 et 1993.

## Palmarès
- Championnat de France (1) : 2001 avec SO Chambéry
  - Vice-champion en 2000, 2002 et 2003 avec Chambéry
- Coupe de France : finaliste en 2002 avec Chambéry
- Vainqueur de la Coupe de la Ligue (1) : 2002 avec Chambéry
  - Finaliste en 2008 avec Créteil
- Meilleur gardien (en nombre d'arrêts) du Championnat de France 2008-2009 avec Toulouse